# Спинний гребінь

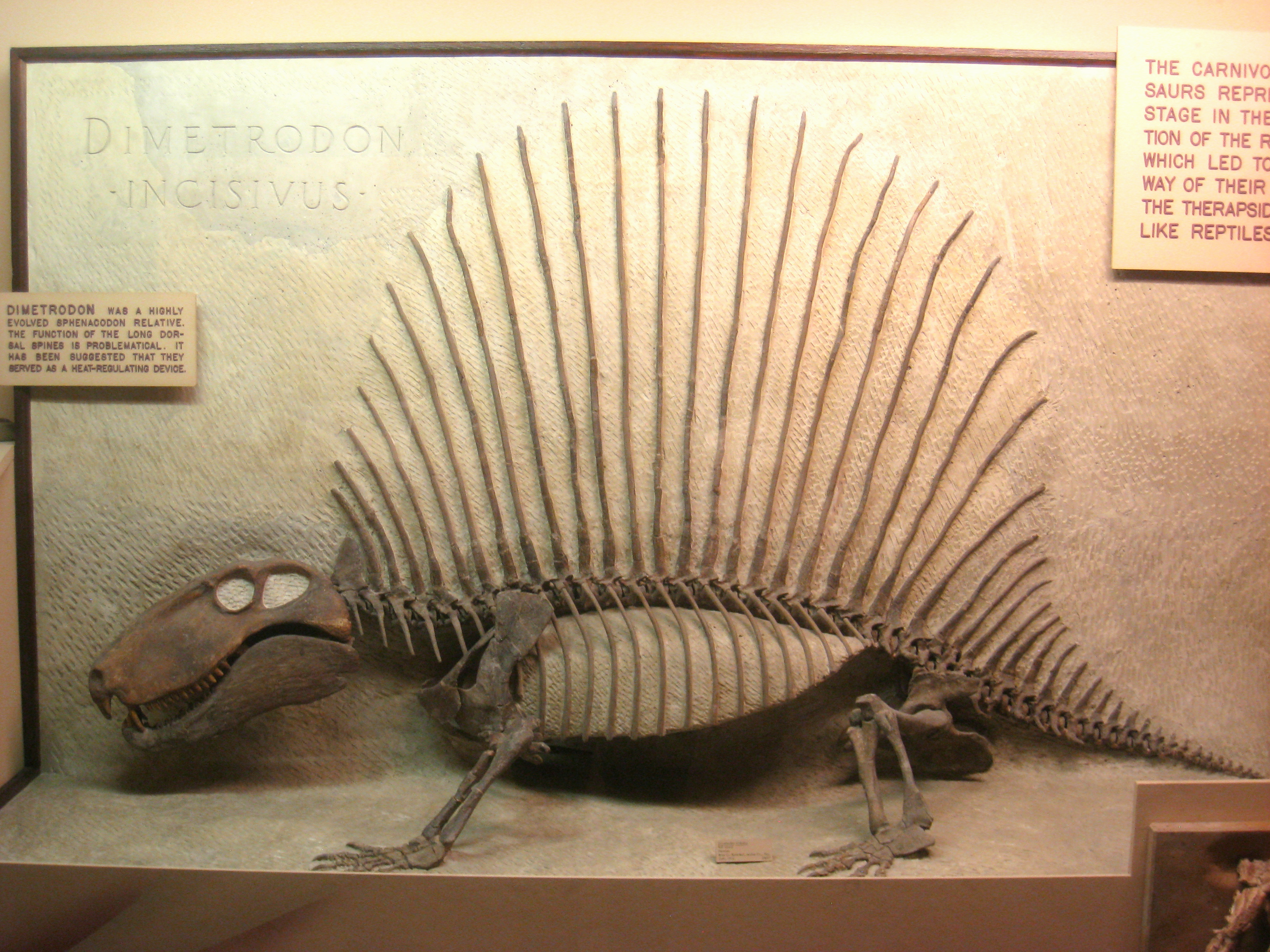
Відростки хребців на скелеті Dimetrodon incisivus

Спинний гребінь — широке, пласке утворення на спині тварин (амніот і деяких земноводних), що йде вздовж хребта, своєрідне «вітрило» з кісткових відростків з перетинками. Багато видів вимерлих земноводних і амніот мали довгі відростки хребців, припускають, що вони були основою для спинних гребенів, які, на думку палеонтологів, виконували кілька функцій.

## Функції

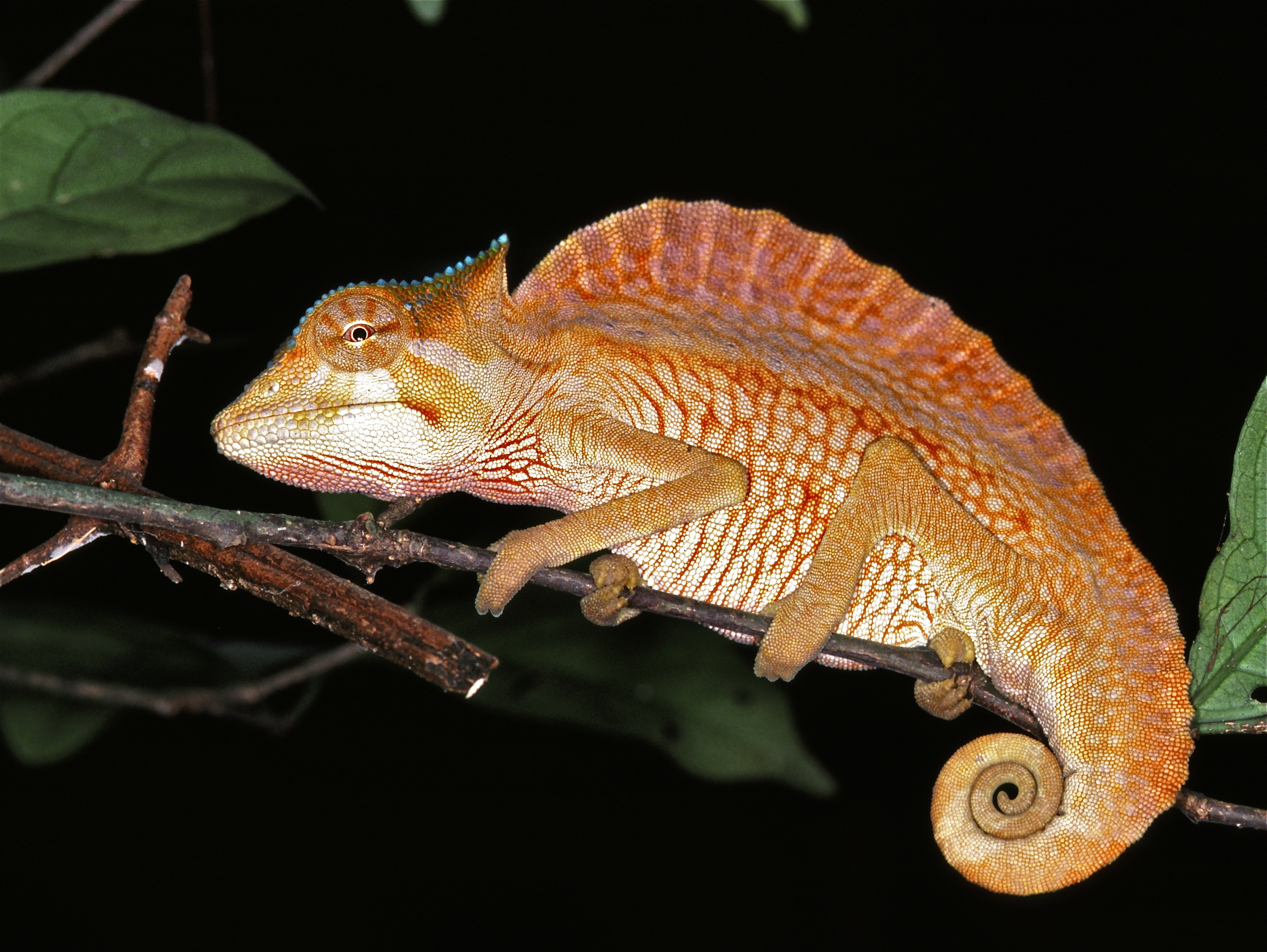
Чубатий хамелеон — один з власників спинного гребеня, що дожили до наших днів

Висунуто чимало припущень щодо призначення спинного гребеня. Більшість сучасних науковців сходяться на тому, що принаймні в пелікозаврів він слугував для терморегуляції.

### Терморегуляція
Спинний гребінь  міг використовуватись для терморегуляції. У відростках хребців виявлений канал, у якому, за припущенням, проходили кровоносні судини, що постачали кров у перетинки. Тварини могли використовувати широку поверхню гребеня для обігріву в ранковий час, коли сонце ще стоїть низько над обрієм. Як і всі ектотермальні організми, вони могли повноцінно функціонувати лише за умови надходження достатньої кількості тепла з навколишнього простору. У разі перегрівання гребінь слугував своєрідним радіатором, забезпечуючи охолодження під час перебування у затінку.
Втім, недавні дослідження ставлять під сумнів ефективність подібних засобів терморегуляції, і невідомі сучасні плазуни з гребенями, що використовували б їх подібним чином.

### Статевий відбір
Розвинуті елементи будови тіла в багатьох сучасних тварин слугують для приваблення представників протилежної статі під час відбору статевого партнера. Колись припускали, що таку ж функцію виконував і гребінь викопних плазунів, але зараз ця гіпотеза зазнає критики.

### Зберігання поживних речовин
Професор Е. Штромер у 1915 р. висунув гіпотезу, що відростки слугували не основою для спинного «вітрила», а скоріше для горба: «можна було б скоріше подумати про існування великого жирового горба (нім. Fettbuckel), якому вони (відростки) забезпечували внутрішню опору». Припущення Штромера було підтримане Дж. Б. Бейлі (Jack Bowman Bailey) в 1997 р.. На користь цієї гіпотези Бейлі вказує на те, що в спінозаврів, уранозаврів та інших динозаврів хребцеві відростки коротші та товстіші, ніж у пелікозаврів (в останніх вони були каркасом для перетинок), і подібні до хребцевих відростків деяких вимерлих горбатих ссавців, таких як мегацеропс і широколобий бізон.

### Маскування
Припускали, що диметродон використовував гребінь для маскування: коли ховався в очереті, чекаючи в засідці на жертву.

### Джерело звуку
Грегорі Пол стверджував, що паралельні шийні гребені амаргазавра (що має відростки шийних хребців) зменшували б рухомість шиї. Він припустив, що з огляду на скоріше круглий, ніж плаский переріз цих відростків, вони могли бути покриті роговою оболонкою. На його думку, не виключено, що динозавр міг видавати звук, зсуваючи їх разом.

## Гребінь крокодилів
У гребенястих крокодилів на спині розташовані два гребені, що йдуть від очей майже до передньої третини морди. Вони утворені шкіряними горбками.

## Тварини зі спинним гребенем

### Земноводні
- Platyhystrix

### Плазуни
- Синапсиди
  - Едафозаври
  - Пелікозаври
  - Сфенакодонти
- Попозавроїди
  - Ктенозаврисциди
  - Лотозавриди
- Деякі динозаври
  - Акрокантозавр
  - Амаргазавр
  - Дейнохейрус
  - Ребахізавр
  - Спінозаврові
  - Уранозавр

## Галерея

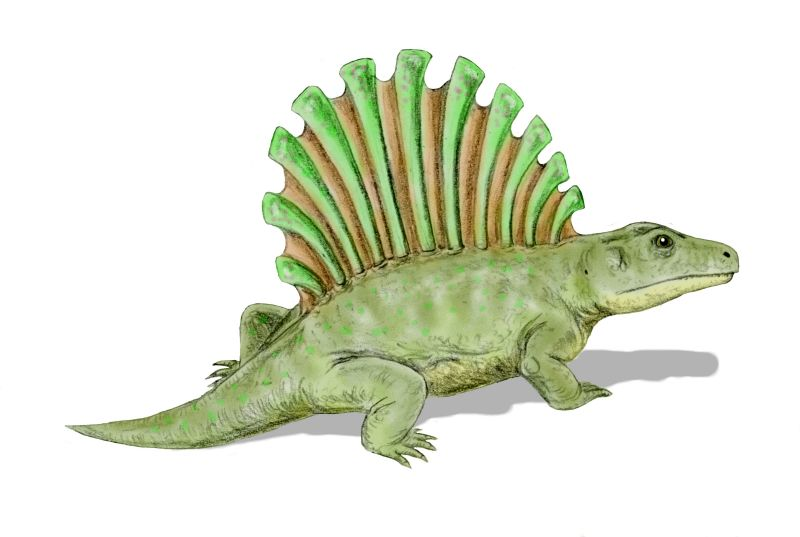
Platyhystrix rugosus
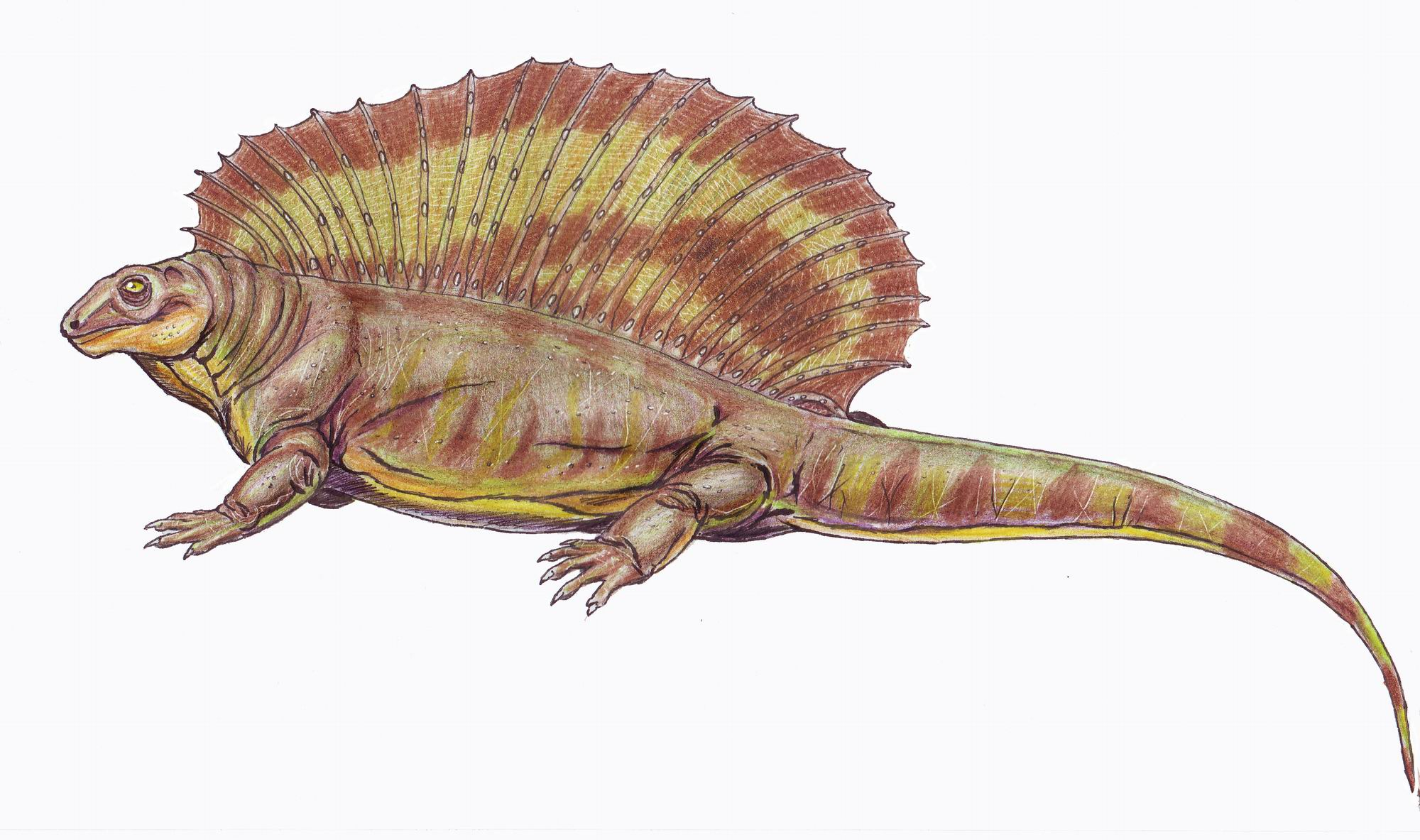
Edaphosaurus novomexicanus
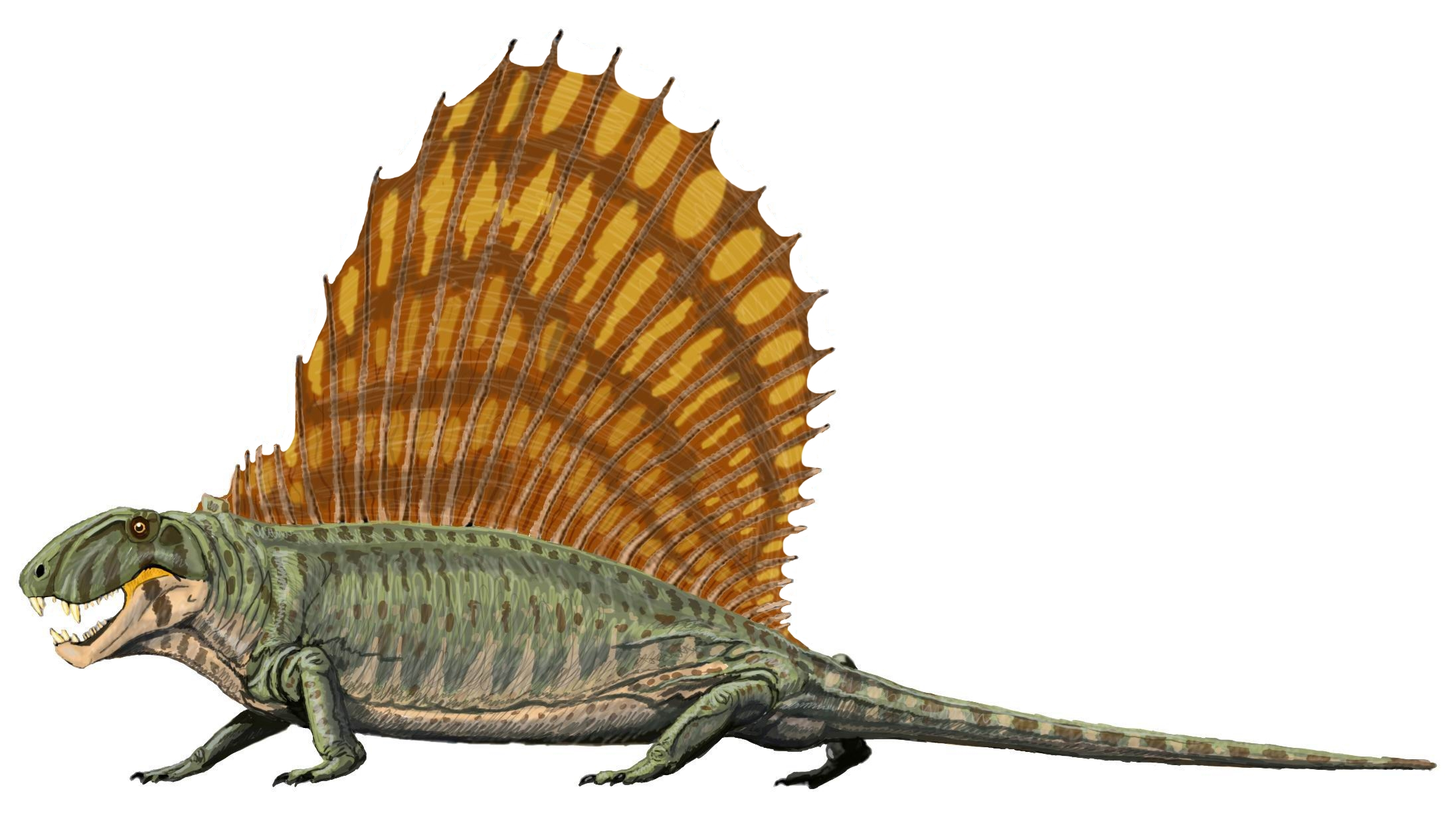
Dimetrodon grandis
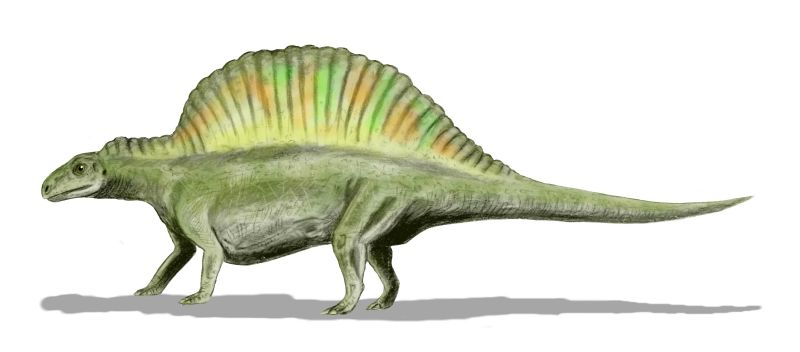
Ctenosauriscus koeneni
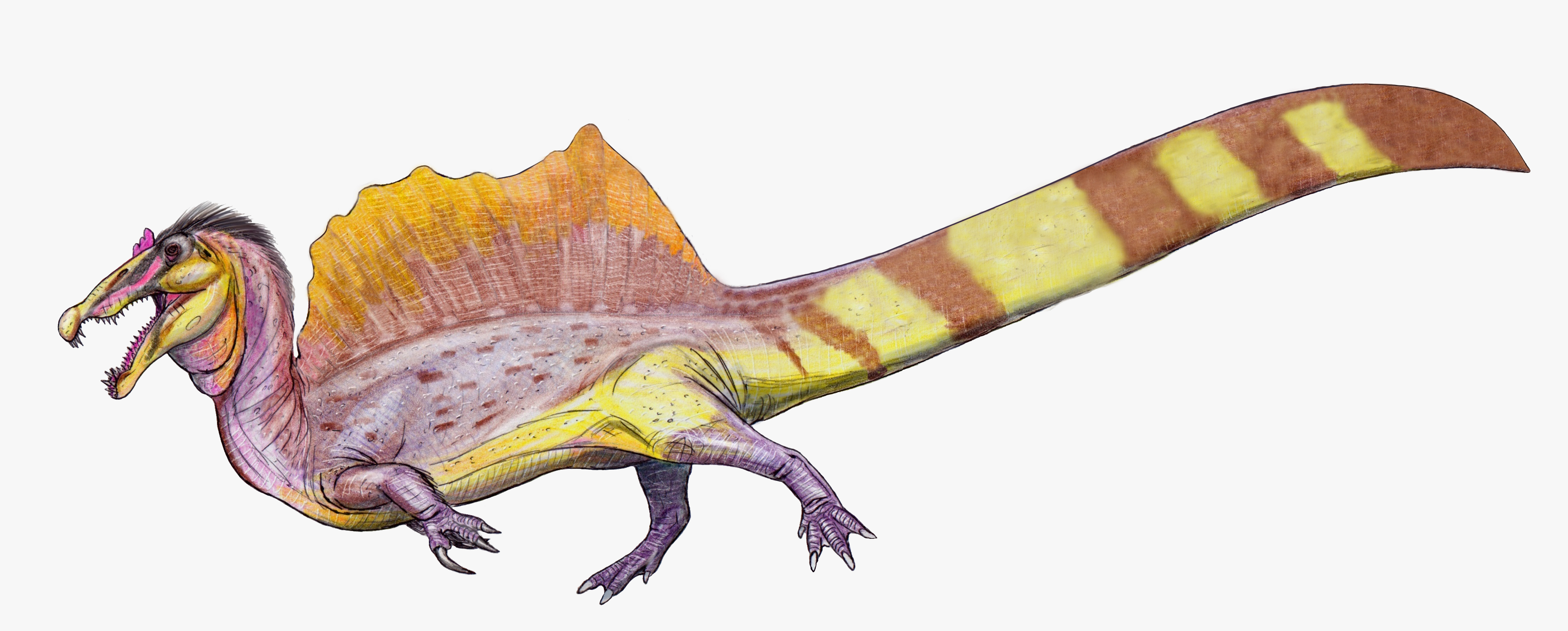
Spinosaurus aegyptiacus